# Otto Arndt

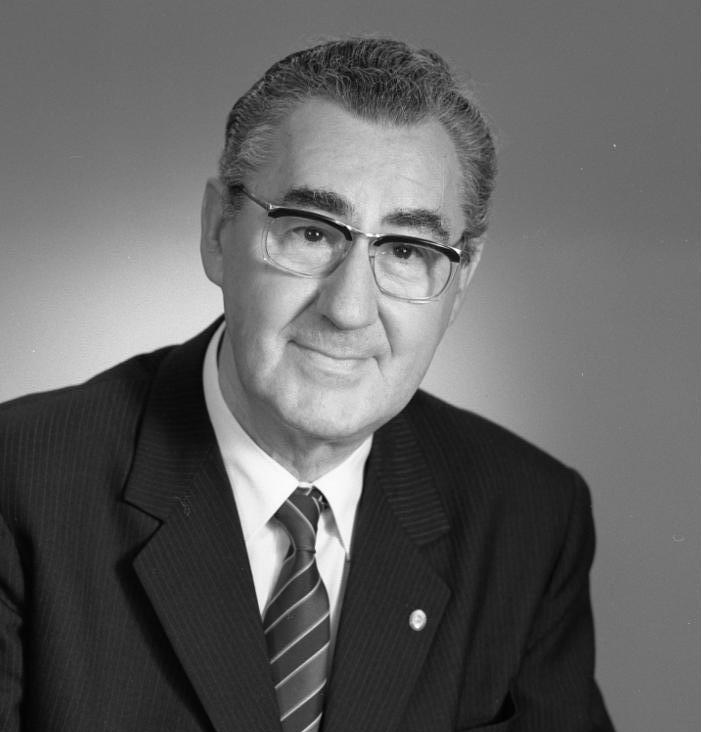
Otto Arndt, 1986

Otto Arndt (* 19. Juli 1920 in Aschersleben; † 3. Februar 1992) war Minister für Verkehrswesen der DDR und Mitglied des Zentralkomitees der SED.

## Leben
Arndt absolvierte als Sohn des Ascherslebener Lokomotivführers und späteren Oberbürgermeisters Otto Arndt von 1936 bis 1939 bei der Deutschen Reichsbahn eine Ausbildung zum Schlosser und war im Zweiten Weltkrieg Obergefreiter bei der Luftwaffe.
Nach dem Zweiten Weltkrieg trat er der SPD bei und wurde durch deren Zwangsvereinigung mit der KPD Gründungsmitglied der SED. Seine Tätigkeit bei der Deutschen Reichsbahn konnte er wieder aufnehmen. Er absolvierte die Inspektorenausbildung und machte bei der Deutschen Reichsbahn schnell Karriere. 1950 wurde er in seiner Heimatstadt Vorstand des Reichsbahnamtes Aschersleben, 1951 – als 31-Jähriger – Vizepräsident der Reichsbahndirektion Dresden und 1952 der Reichsbahndirektion Halle. Nach dem Besuch der Parteihochschule 1960–1961 wurde er Präsident der Reichsbahndirektion Berlin und ab 1964 Stellvertreter des Ministers für Verkehrswesen und Erster Stellvertreter des Generaldirektors der Deutschen Reichsbahn. 1969 wurde ihm der Titel Ingenieur für Eisenbahn-, Betriebs- und Verkehrstechnik verliehen. Am 15. Dezember 1970 wurde er als Nachfolger von Erwin Kramer Minister für Verkehrswesen und Generaldirektor der Deutschen Reichsbahn.
Seit Juni 1971 war er Kandidat, seit Juni 1975 Mitglied des Zentralkomitees der SED und seit 1976 Volkskammerabgeordneter.
Anlässlich seines 65. Geburtstages wollte Arndt 1985 in den Ruhestand gehen. Günter Mittag, Wirtschaftssekretär im Politbüro der SED, forderte ihn aber zum Bleiben auf.
Am 7. November 1989 trat er mit dem gesamten Ministerrat der DDR zurück.
Seine Gestaltungsmöglichkeiten als Minister und Eisenbahner blieben trotz seiner 19-jährigen Amtszeit begrenzt. Die Rahmenbedingungen für die Entwicklung der Deutschen Reichsbahn wurden vom Politbüro der SED – und nicht vom Verkehrsminister – festgelegt bzw. sie ergaben sich aus den jeweiligen außenwirtschaftlichen Abhängigkeiten.

## Auszeichnungen
- 1964 Vaterländischer Verdienstorden in Bronze und 1980 in Gold
- 1970 und 1974 Orden Banner der Arbeit
- 1985 Ehrentitel Held der Arbeit
- Otto Arndt war außerdem Inhaber der Ehrentitel Verdienter Erfinder, Verdienter Eisenbahner der Deutschen Demokratischen Republik, Verdienter Mitarbeiter der Zollverwaltung der Deutschen Demokratischen Republik und Verdienter Angehöriger der Nationalen Volksarmee.